# Gaston Rebry
Gaston Rebry (Rollegem-Kapelle, Ledegem, 29 de gener de 1905 - Wevelgem, 3 de juliol de 1953) és un ciclista belga que fou professional entre 1926 i 1940, assolint 16 victòries. Era anomenat el buldog.
Les seves grans victòries les aconseguí a la París-Roubaix, en què aconseguí tres victòries, el 1931, 1934 i 1935. Això li valgué el sobrenom de Monsieur Paris-Roubaix. També guanyà una edició del Tour de Flandes i quatre etapes del Tour de França.

## Palmarès
- 1926.
  - 1r a la París-Nantes
  - 1r a la Lió-Belfort
- 1928
  - Vencedor d'una etapa al Tour de França
- 1929
  - Vencedor d'una etapa al Tour de França
- 1931
  - 1r a la París-Roubaix
  - Vencedor d'una etapa al Tour de França
- 1932
  - 1r al Premi de Bissegem
  - 1r al Premi d'Oostkamp
  - Vencedor d'una etapa al Tour de França
- 1933
  - 1r al Premi de Tielt
  - 1r al Premi de La Panne
- 1934
  - 1r al Tour de Flandes
  - 1r a la París-Roubaix
  - 1r a la París-Niça
- 1935
  - 1r a la París-Roubaix
  - 1r al Premi de Bruges

### Resultats al Tour de França
- 1927. Abandona (12a etapa)
- 1928. 12è de la classificació general. Vencedor d'una etapa
- 1929. 10è de la classificació general. Vencedor d'una etapa. Porta el mallot groc durant una etapa
- 1931. 4t de la classificació general. Vencedor d'una etapa
- 1932. 20è de la classificació general. Vencedor d'una etapa
- 1933. 14è de la classificació general
- 1934. Abandona (2a etapa)